# Malësi e Madhe
Malësi e Madhe è un comune albanese situato nella prefettura di Scutari.
Il comune è stato istituito in occasione della riforma amministrativa del 2015, unendo i comuni di Gruemirë, Kastrat, Kelmend, Koplik, Qendër Koplik e Shkrel.
È il comune più settentrionale dell'Albania.